# Martin Perscheid

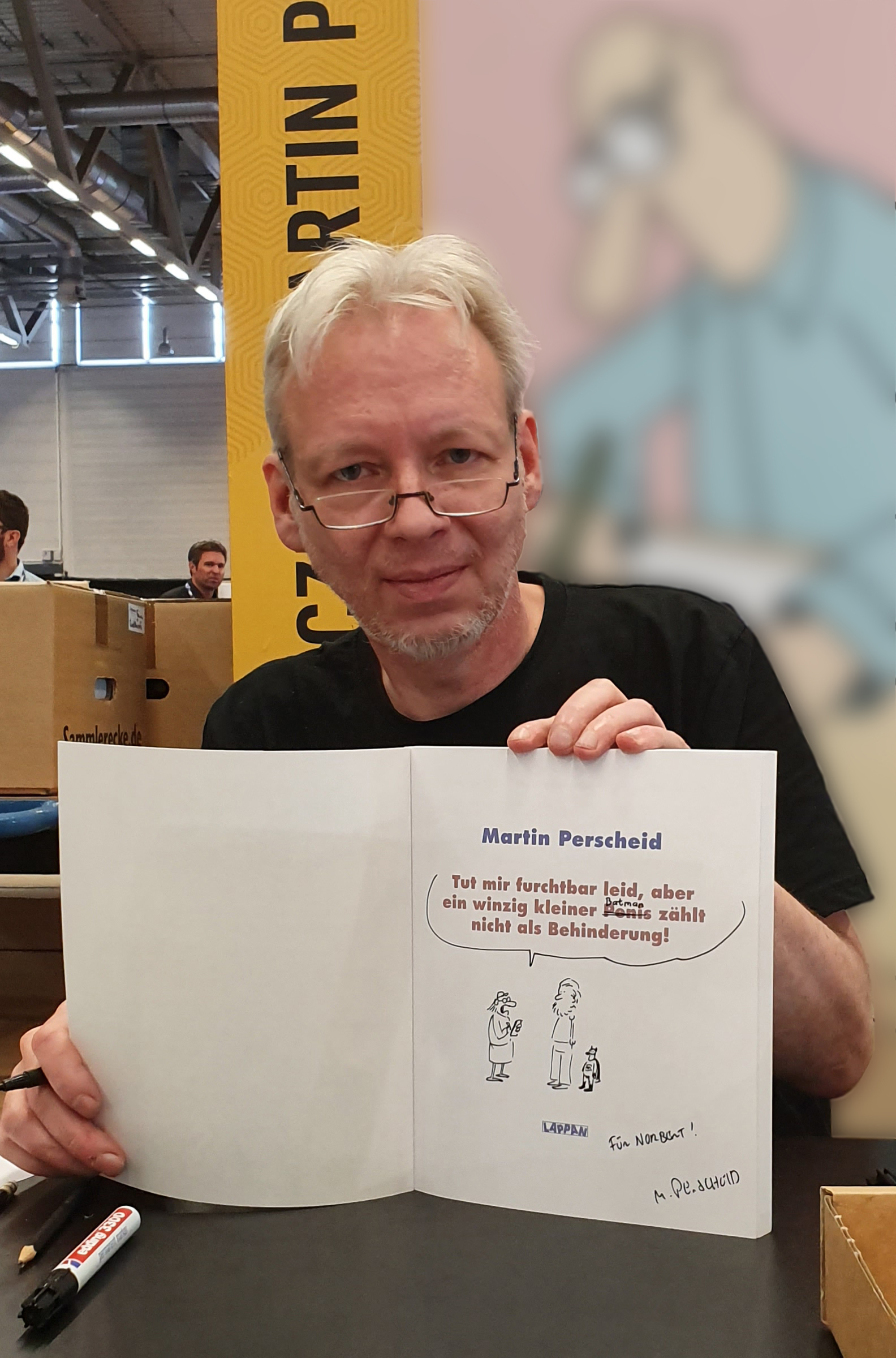
Martin Perscheid (2019)

Martin Perscheid (* 16. Februar 1966 in Wesseling; † 31. Juli 2021 ebenda) war ein deutscher Cartoonist.

## Leben und Werk
Perscheids Eltern besaßen einen Zweiradhandel für Motorroller von Piaggio in seiner Heimatstadt Wesseling bei Köln, den sein jüngerer Bruder seit 1997 weiterführt. Perscheid zeichnete bereits in seiner Schulzeit Karikaturen von Lehrern und Mitschülern. Nach dem Fachabitur absolvierte er eine Ausbildung zum Druckvorlagenhersteller und leistete danach seinen Zivildienst. Im Anschluss arbeitete Perscheid zunächst in einer Werbeagentur in Köln und war schließlich bis 1993 als Werbegrafiker für Mode in Düsseldorf tätig. Er schickte nach Hinweis eines Redakteurs der Zeitung Express Zeichnungen an den Pressedienst Bulls Press und wurde als Cartoonist angenommen.
Perscheids Cartoons wurden ab 1994 in Zeitungen und Zeitschriften veröffentlicht, ab 1996 unter dem Titel „Perscheids Abgründe“. Er zeichnete alternierend zwei Wochen lang sechs Cartoons pro Woche und übernahm dann eine Woche Nebenjobs, weil die Einnahmen als Cartoonzeichner nicht für die Bestreitung der Lebenshaltungskosten reichten. Unter dem Titel „Perscheids Abgründe“ schuf er über 4300 Cartoons.
Neben anderen Auszeichnungen war er 2002 Träger des renommierten Max-und-Moritz-Preises für die beste deutschsprachige Cartoonserie sowie der Kulturplakette seiner Heimatstadt Wesseling. 2014 erhielt er den Sonderpreis für kulturelle Originalität des Kulturpreises des Rhein-Erft-Kreises. 2016 widmete ihm die Caricatura in Kassel das Denkmal für den unbekannten Idioten. Beim Deutschen Cartoonpreis 2018 bekam er eine Bronzemedaille.
Perscheid lebte und arbeitete in Wesseling, wo er im Alter von 55 Jahren einem Krebsleiden erlag. Er war verheiratet; aus der Ehe gingen zwei Söhne hervor. Die letzten Jahre verbrachte er mit seiner Lebenspartnerin, der Cartoonistin Nadia Menze, mit der er zahlreiche gemeinsame Cartoons erstellt und ein gemeinsames Buch geplant hatte.

## Rezeption und Nachrufe
Perscheids Humor und Zeichenstil wurden oft mit demjenigen des US-Amerikaners Gary Larson und seiner Reihe The Far Side verglichen, teils auch mit demjenigen Loriots. Ab etwa 2008 äußerte sich Perscheid zu dem vermuteten Einfluss durch Larson eher kritisch. Später ging er damit gelassener um, obwohl er eine grundsätzliche Ähnlichkeit weiterhin bestritt. Abschließend schrieb er dazu ironisch auf seiner Webseite: „Nachdem immer wieder behauptet wird, ich würde von Gary Larson klauen (was in der Tat richtig ist, alle meine Cartoons sind entstanden, indem ich die Far-Side-Cartoons durchgepaust und die Signatur durch meine eigene ersetzt habe), hier nun zur Abwechslung mal die Arbeiten derjenigen Künstler, die sich durch meine Werke inspiriert fühlten...“

„Alle Cartoonisten kennen Perscheids Cartoons, weil Perscheid alle guten Ideen, die alle anderen deutschen Cartoonisten je gezeichnet haben, schon vor ihnen gezeichnet hatte.“

„Seine Furchtlosigkeit vor Blicken in menschliche Abgründe des Sexismus, Rassismus, der Ignoranz, Korruption und Dummheit und wie er all das mit beißendem Spott und rabenschwarzem Humor in Cartoons einfing, war einzigartig.“

„Er wollte mit seinen Cartoons nicht nur spielen, sondern zubeißen. Dort, wo es wehtut und wo andere sich lieber wegducken, weil es kaum auszuhalten ist.“

„Perscheid führte vor, wie dreist Menschen sein können, wie rücksichtslos, dumm oder auch nur unbeholfen. Doch stellte er sie nicht bloß und wurde nie moralisch.“

## Ausstellungen
- 2017: Martin Perscheid „Abgründe“, Museum der Niederrheinischen Seele Grevenbroich[25]

## Bücher
- Gänse – Stripshow. Lappan Verlag, 1995, ISBN 3-89082-548-6.
- Nun, das will ich mal gelten lassen. Lappan Verlag, 1997, ISBN 3-89082-752-7.
- Wenn Deppen duschen. Lappan Verlag, 1999, ISBN 3-89082-847-7.
- If..., die wahre Geschichte der Welt (zusammen mit Jens-Oliver Haas). Rake-Verlag, 1999, ISBN 3-931476-25-1.
- Floradomie. Rake-Verlag, 2000, ISBN 3-931476-29-4.
- First-Date-Katastrophen. Lappan Verlag, 2000, ISBN 3-8303-3003-0.
- Frauen am Abgrund. Lappan Verlag, 2001, ISBN 3-8303-4029-X.
- Autofahrer am Abgrund. Lappan Verlag, 2001, ISBN 3-8303-4032-X.
- Männer am Abgrund. Lappan Verlag, 2001, ISBN 3-8303-4030-3.
- Beziehungen am Abgrund. Lappan Verlag, 2001, ISBN 3-8303-4031-1.
- Jemand hat mir eine SMS geschickt! Lappan Verlag, 2002, ISBN 3-8303-3028-6.
- Eltern am Abgrund. Lappan Verlag, 2003, ISBN 3-8303-4109-1.
- Hunde am Abgrund. Lappan Verlag, 2003, ISBN 3-8303-4108-3.
- Auch Männer können Spülmaschinen ausräumen!. Lappan Verlag, 2004, ISBN 3-8303-3089-8.
- Also mir persönlich sagt das was!. Lappan Verlag, 2006, ISBN 3-8303-3127-4.
- Der kleine Perscheid. Lappan Verlag, 2007, ISBN 978-3-8303-6157-2.
- Perscheid für Schrauber. Lappan Verlag, 2008, ISBN 978-3-8303-6161-9.
- Der dicke Perscheid. Lappan Verlag, 2008, ISBN 978-3-8303-3187-2.
- Abnehmen mit dem Mond. Lappan Verlag, 2009, ISBN 978-3-8303-3232-9.
- Das Cartoonbuch für Väter. Lappan Verlag, 2010, ISBN 978-3-8303-6200-5.
- Angeber der Karibik. Lappan Verlag, 2012, ISBN 978-3-8303-3298-5.
- Frauen. Lappan Verlag, 2013, ISBN 978-3-8303-3345-6.
- Ich würde Sie ja anzeigen, aber ich seh’ nix!, Lappan Verlag, 2014, ISBN 978-3-8303-3354-8.
- Wieso hat Facebook unser Profilbild gelöscht?, Lappan Verlag, 2016, ISBN 978-3-8303-3414-9.
- Tut mir furchtbar leid, aber ein winzig kleiner Penis zählt nicht als Behinderung!, Lappan Verlag, 2017, ISBN 978-3-8303-3481-1.
- Der fette Perscheid. Lappan Verlag, 2018, ISBN 978-3-8303-3502-3.
- Führende YouTuber fanden heraus, dass Flugzeuge gar nicht fliegen können. Lappan Verlag, 2019, ISBN 978-3-8303-3550-4.
- Perscheids Abgründe. Lappan Verlag, 2021, ISBN 978-3-8303-3599-3.
- Beeil Dich, Mutter!. Lappan Verlag, 2021, ISBN 978-3-8303-3615-0.